# Karl-Ernst Sommerfeldt
Karl-Ernst Sommerfeldt (* 4. September 1926 in Alt Karbe; † 26. Dezember 2015 in Güstrow) war ein deutscher Germanist, Sprachhistoriker, Autor und Hochschullehrer.

## Leben
In den 1950er Jahren wohnte Sommerfeldt in Erfurt in der Kettenstraße 7. Er war zunächst Lehrer für Deutsch und Russisch. Nach einigen Jahren der Berufstätigkeit promovierte er 1964 zusammen mit Thea Schippan bei Wilhelm Schmidt an der Pädagogischen Hochschule „Karl Liebknecht“ in Potsdam zum „Dr. phil“ mit der Dissertation „Lexikalische und aktuelle Bedeutung des Substantivs und des Adjektivs“. 1968 habilitierte er sich mit seiner Schrift „Struktur und Leistung der Substantivgruppe in der deutschen Sprache der Gegenwart“ (Erfurt 1968 / Potsdam 1969). Sommerfeldt gilt als einer der Ersten, die sich ausführlich mit dem Präpositionalattribut beschäftigten. 
Aus seiner umfangreichen Anzahl wissenschaftlicher Publikationen sind vor allem die Arbeiten zur Substantiv- und Adjektivvalenz in der deutschen Sprache hervorzuheben. Die Ergebnisse mündeten in zwei Valenzwörterbüchern, die er zusammen mit Herbert Schreiber erstellte. Der Ansatz sollte als „Funktionale Grammatik“ die Schulgrammatik fundieren.
Sommerfeldt lehrte ab 1971 an der Pädagogischen Hochschule Erfurt sowie als Wissenschaftsbereichsleiter Germanistik an den Pädagogischen Hochschulen Güstrow, die zum Teil an die 1988 neu gegründete PH Neubrandenburg verlagert werden sollte. Die Pädagogische Hochschule Güstrow wurde 1991 geschlossen. Sommerfeldt führte seine wissenschaftliche Arbeit ferner an der Universität Zielona Góra fort. 
Im Kulturbund der DDR wirkte er als Pressesprecher für den Landesvorstand des Regionalverbandes des Kulturbunds von Mecklenburg und Vorpommern.
Die Schwerpunkte seines wissenschaftlichen Interesses waren die deutsche Lexik und Grammatik. Er war mit Sibylle Ottens (* 1927) verheiratet; beide haben eine Tochter, Petra Ewald, die ebenfalls Germanistin und Hochschullehrerin ist.

## Werke (Auswahl)
- Zur Besetzung der Leerstellen von Valenzträgern. In: Deutsch als Fremdsprache 10 (1973), H. 2, S. 95–101.
- mit Herbert Schreiber: Wörterbuch zur Valenz und Distribution deutscher Adjektive. Bibliographisches Institut, Leipzig 1974.
- Zur Aufstellung von Satztypen substantivischer Sätze des Deutschen unter Einbeziehung der Valenz. In: Deutsch als Fremdsprache 13 (1976), H. 3, S. 146–153.
- mit Herbert Schreiber: Wörterbuch zur Valenz und Distribution der Substantive. Bibliographisches Institut, Leipzig 1977.
- Zur Valenz von Funktionsverbfügungen. In: Deutsch als Fremdsprache 17 (1980), H. 5, S. 294–297.
- Zur Valenz substantivischer Determinativkomposita und ihre Rolle bei der Verdichtung. In: Zeitschrift für Phonetik, Sprachwissenschaft und Kommunikationsforschung 34 (1981), S. 178–187.
- Hrsg. mit Günter Starke und Dieter Nerius: Einführung in die Grammatik und Orthographie der deutschen Gegenwartssprache. Bibliographisches Institut, Leipzig 1981.
- Zu den Nebensätzen ohne Satzgliedwert in der deutschen Sprache der Gegenwart. In: Zeitschrift für Phonetik, Sprachwissenschaft und Kommunikationsforschung 36 (1983), H. 4, S. 413–420.
- Zu Verdichtungserscheinungen im Satzbau der deutschen Sprache der Gegenwart (unter besonderer Berücksichtigung der Parenthesen). In: Zeitschrift für Phonetik, Sprachwissenschaft und Kommunikationsforschung 37 (1984), S. 242–248.
- Hrsg. mit Günter Starke: Grammatisch-semantische Felder der deutschen Sprache der Gegenwart. Verlag Enzyklopädie, Leipzig 1984.
- Hrsg.: Entwicklungstendenzen in der deutschen Gegenwartssprache. Bibliographisches Institut, Leipzig 1988.
- Hrsg. mit Günter Starke: Einführung in die Grammatik der deutschen Gegenwartssprache.  Bibliographisches Institut, Leipzig 1988.
- Operationale Grammatik des Deutschen. Eine Skizze. Iudicium, München 1993, ISBN 978-3-89129-250-1
- Hrsg.: Sprache im Alltag: Beobachtungen zur Sprachkultur. Peter Lang, Frankfurt am Main u. a. 1994.
- mit Herbert Schreiber: Wörterbuch der Valenz etymologisch verwandter Wörter: Verben, Adjektive, Substantive. Niemeyer, Tübingen 1996.
- Hrsg. mit Christine Kessler: Sprachsystem, Text, Stil: Festschrift für Georg Michel und Günter Starke zum 70. Geburtstag. Peter Lang, Frankfurt am Main u. a. 1997.